# Diego Méndez de Segura
Diego Méndez de Segura (Zamora, 1475 - Valladolid, 8 de desembre de 1536) va ser un dels participants en el quart viatge de Colom al Nou Món (1502) i autor, al seu testament, d'una de les fonts pel coneixement d'aquest viatge.
Va néixer, probablement a Zamora, el 1475, tot i que ell només es declarava "castellà". Es va educar a casa del Comte de Penamacor, a Portugal, amb el qual faria nombrosos viatges. Entre 1492 i 1494 va estar a Barcelona, on moriria el seu Comte protector. Diego va passar al servei dels Colom.
Va participar en el quart viatge de Colom, el 1502, com escrivà Major de l'Armada. La seva acció més notable és la que va realitzar arran del naufragi de l'armada de l'Almirall a la badia de Santa Ana, Jamaica. Els espanyols van quedar aïllats i Cristòfor Colom va demanar a Méndez de Segura i a Bartolomé Flisco que prenguessin dues canoes indígenes i tractessin d'arribar a Santo Domingo per informar del naufragi i comprar una nau de socors amb la qual poder sortir de Jamaica. Van agafar dues canoes indígenes i es van traslladar a la punta més oriental de Jamaica, per tal d'escurçar la travessia marítima. Van esperar que la mar estigués en calma i van fer una primera temptativa que va resultar frustrada, ja que els indis van atacar les embarcacions i van haver de tornar. Méndez de Segura va preparar una altra sortida amb més reforç d'indis, barrils d'aigua i menjar i el 1503 es va embarcar en la seva canoa per creuar les 34 llegües que el separaven de Santo Domingo. La travessia va ser espantosa, morint de set i esgotament gairebé tots els indis, i va durar cinc dies i quatre nits, al cap dels quals van aconseguir l'illot de Navasa, situada a vuit llegües de l'Hispaniola. Des d'allà va passar al Cap Tiburón i després es va dirigir a peu fins a Santo Domingo i va trobar el Governador Ovando a la península de Jaraguá. El Governador no es va afanyar a ajudar-lo, contra el que era d'esperar, ja que va témer que es tractés d'una argúcia de Colom per anar a l'Hispaniola, que tenia prohibit tocar, però convençut a la fi de la situació real, va autoritzar Méndez de Segura per anar a la capital. Allà va comprar la nau per socórrer l'Almirall (1504), a qui ja havia ajudat Ovando.
Méndez de Segura va ser armat Cavaller de l'Esperó Daurada per Ferran el Catòlic l'any 1508. Va tornar a les Índies l'any següent, aquesta vegada com a Secretari i Comptador del segon almirall, el senyor Diego Colón. El 1510 va obtenir una encomienda de 80 indis i el 1514 va aconseguir un altre repartiment de naturals. Va ser sempre un criat fidel a la família Colom. El 1517 es va casar amb Francisca de Ribera, que li va donar dos fills. Aquest mateix any va visitar la cort de l'Emperador Carles V a Flandes per tractar alguns assumptes colombins.
Finalment el 1522 va aconseguir el seu somni de ser nomenat agutzil més gran de l'Hispaniola. Emmalaltí i va fer testament el 6 de juny de 1536 a Valladolid, ciutat on va morir el 8 de desembre següent. Va disposar que en la seva sepultura es posés una llegenda amb els seus serveis.
Diego Méndez de Segura va ser l'encarregat de transportar la Carta de l'Almirall als Reis Catòlics, datada a Jamaica el 7 juliol de 1503 i coneguda com a "Carta de Jamaica". Però a més, en el seu testament, atorgat a Valladolid el juny de 1536 Méndez de Segura va fer una relació del quart viatge de Colom, que Fernández de Navarrete va publicar el 1825.